# Емих III (Насау-Хадамар)
Емих III фон Насау-Хадамар (на немски: Emich III von Nassau-Hadamar; Emicho III von Nassau; † сл. 21 юни 1394) от Дом Насау (Старата линия Насау-Хадамар) е от 1365 до 1394 г. граф на Насау-Хадамар. Заради боледуване той е почти през цялото време под опекунство.

## Биография
Той е петият и най-малък син на граф Йохан фон Насау-Хадамар († 1365) и съпругата му Елизабет фон Валдек († 1385), дъщеря на граф Хайнрих IV фон Валдек († 1348) и Аделхайд фон Клеве († 1327).
Емих III наследява баща си като граф на обеднялото Графство Насау-Хадамар заедно с брат си Хайнрих († 1368). Емих III е слабоумен и е поставен от роднините му в манастир Арнщайн. Опекунството му и управлението на Хадамар поема Рупрехт VII фон Насау-Зоненберг, който от 1362 г. е женен за Анна († 1404), сестрата на Емих.
Емих запазва от бащиното си наследство само своята част в замък Насау и получава годишен апанаж. Със смъртта му изчезва по мъжка линия Старата линия Насау-Хадамар.